# Dany Roland
Daniel David Roland Pinto (nacido el 9 de febrero de 1962), conocido como Dany Roland, es un músico, actor, director de cine y productor discográfico brasileño nacido en Argentina, famoso por ser el baterista de la popular banda de new wave Metrô y por sus colaboraciones con su esposa Bia Lessa .

## Biografía
Roland nació en Buenos Aires, Argentina, el 9 de febrero de 1962; sus padres eran judíos egipcios de ascendencia francesa, italiana y portuguesa que emigraron a Argentina desde Alejandría a fines de la década de 1950. En 1963 su familia se mudó a São Paulo, Brasil, donde después de crecer aprendió a tocar la batería y la guitarra eléctrica, y estudió Economía y Periodismo en la PUC-SP, pero no terminó ninguno de los dos cursos.
En 1978 fundó, junto a sus compañeros del Lycée Pasteur de São Paulo Virginie Boutaud, Freddy y Alec Haiat, Xavier Leblanc, Yann Laouenan y Marcel Zimberg, la banda de rock experimental /progresivo "A Gota Suspensa", que lanzó un disco homónimo álbum en 1983; al año siguiente, A Gota Suspensa cambió su nombre por el de Metrô, adquiriendo mayor fama. Roland dejó Metrô en 1987, un par de meses después del lanzamiento de su segundo álbum, A Mão de Mao, para dedicarse a otros proyectos musicales; al año siguiente, Metrô se separó. Junto a su antiguo compañero de banda de Metrô, Xavier Leblanc Roland, tocó brevemente para la banda de rock experimental Okotô con Cherry Taketani y André Fonseca, y después de mudarse a Bruselas, Bélgica, a principios de la década de 1990 con Yann Laouenan, fundó la banda de rock alternativo The Passengers (para no ser confundido con una banda anterior, también belga, formada a fines de la década de 1970 que luego se conoció como The Names ) junto a Diako Diakoff, Denis Moulin y Jack Roskam; lanzaron un álbum homónimo bastante exitoso en 1992.
En 1993 Roland volvió a Brasil, instalándose en Río de Janeiro, donde conoció a la directora de cine y teatro Bia Lessa, su futura esposa; arregló las bandas sonoras de muchas de sus obras, sobre todo sus adaptaciones de Orlando de Virginia Woolf, Las tres hermanas de Anton Chekhov, El hombre sin cualidades de Robert Musil y El viaje al centro de la tierra de Julio Verne . En 1997 codirigió junto a Lessa su primer largometraje independiente, el aclamado por la crítica Crede-Mi
En 2002, Metrô se reunió y Roland regresó como guitarrista. El álbum de regreso de la banda, Déjà-Vu, fue producido por él junto a Yann Laouenan. Sin embargo, se separaron una vez más en 2004, pero anunciaron otra reunión en 2015. Según Roland, actualmente están trabajando en su cuarto álbum de estudio, pero aún no tiene nombre ni fecha de lanzamiento.
En 2007 Roland formó el proyecto musical Os Ritmistas junto a Stéphane San Juan, Domenico Lancellotti y Zero Telles; lanzaron su primer álbum en el mismo año. Un segundo álbum del proyecto, titulado Aquí, salió 10 años después, en 2017.
En 2010 hizo su primera aparición importante en un largometraje, interpretando a Thomas en Artesanias de Gustavo Pizzi; Anteriormente hizo un breve cameo, junto a sus compañeros de banda de Metrô, en la película Areias Escaldantes de Francisco de Paula de 1985.
En 2016, Roland codirigió, junto a Bia Lessa, su primera película, Então Morri ; se estrenó en el Festival Internacional de Cine de Río de Janeiro .
Antes de adquirir una mayor prominencia como músico y productor, Roland era bien conocido por interpretar al personaje "Fernandinho" en una icónica serie de comerciales realizados por la marca de ropa brasileña USTop, que se emitió entre 1984 y 1988.
Roland tiene dos hijas con Bia Lessa: María y Clara.

## Discografía

### Con Metro
| Año  | Álbum                                                                                             |
| ---- | ------------------------------------------------------------------------------------------------- |
| 1983 | A Gota Suspensa - Label: Underground Discos e Artes - Format: Vinyl - Released as A Gota Suspensa |
| 1985 | Olhar - Label: Epic Records - Format: Vinyl                                                       |
| 1987 | A Mão de Mao - Label: Epic Records - Format: Vinyl                                                |
| 2002 | Deja Vu - Label: Trama - Format: CD                                                               |

### con los pasajeros
| Año  | Álbum                                                  |
| ---- | ------------------------------------------------------ |
| 1992 | Los pasajeros - Label: Adrenaline Records - Format: CD |

### Con Os Ritmistas
| Año  | Álbum                                    |
| ---- | ---------------------------------------- |
| 2007 | os ritmistas - Label: Dubas - Format: CD |
| 2017 | aquí - Label: Self-released - Format: CD |

## Filmografía

### como director
- 1997: Crede-Mi (codirigida con Bia Lessa )
- 2016: Então Morri (codirigida con Bia Lessa)

### como actor
- 1985: Areias Escaldantes - él mismo (cameo)
- 2010: Craft - Thomas

## enlaces externos
- Dany Roland en Facebook
- Dany Roland en Internet Movie Database (en inglés).
- Página De Facebook Oficial de Os Ritmistas (en portugués)

- Datos: Q10264130